# 224 Oceana

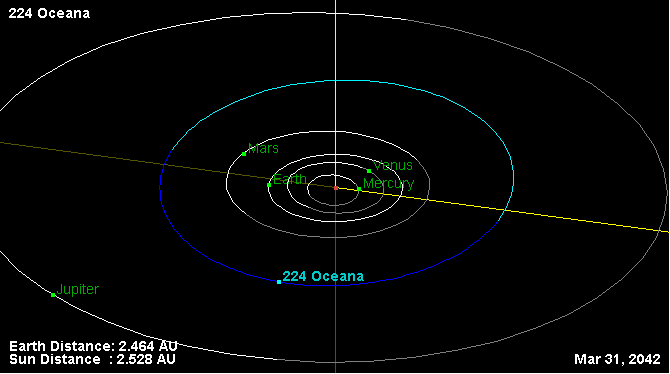

224 Oceana è un asteroide della fascia principale del diametro medio di circa 61,82 km. Scoperto nel 1882, presenta un'orbita caratterizzata da un semiasse maggiore pari a 2,6452525 UA e da un'eccentricità di 0,0461240, inclinata di 5,83720° rispetto all'eclittica.
Il suo nome fu dedicato all'Oceano Pacifico.